# تشارلز كينج
تشارلز كينج (بالإنجليزية: Charles King)‏ (و. 1886 – 1944 م) هو ممثل، ومغني، من الولايات المتحدة الأمريكية، ولد في مدينة نيويورك، توفي في لندن، عن عمر يناهز 58 عاماً.

## وصلات خارجية
- تشارلز كينج على موقع IMDb (الإنجليزية)
- تشارلز كينج على موقع روتن توميتوز (الإنجليزية)
- تشارلز كينج على موقع أول موفي (الإنجليزية)
- تشارلز كينج على موقع قاعدة بيانات برودواي على الإنترنت (الإنجليزية)
- تشارلز كينج على موقع قاعدة بيانات الأفلام السويدية (السويدية)
- تشارلز كينج على موقع ديسكوغز (الإنجليزية)
- تشارلز كينج على موقع قاعدة بيانات الفيلم (الإنجليزية)